# Symplecta (Psiloconopa) zukeli
Symplecta (Psiloconopa) zukeli is een tweevleugelige uit de familie steltmuggen (Limoniidae). De soort komt voor in het Nearctisch gebied.